# 棄損された図書館の一覧

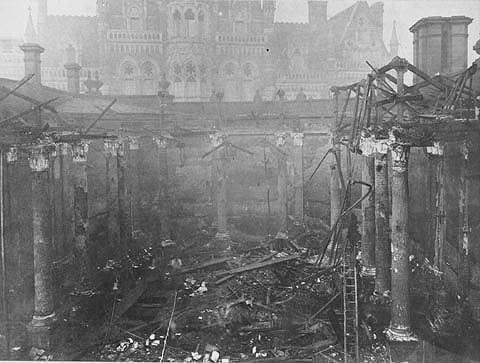
1879年のバーミンガム中央図書館の火災

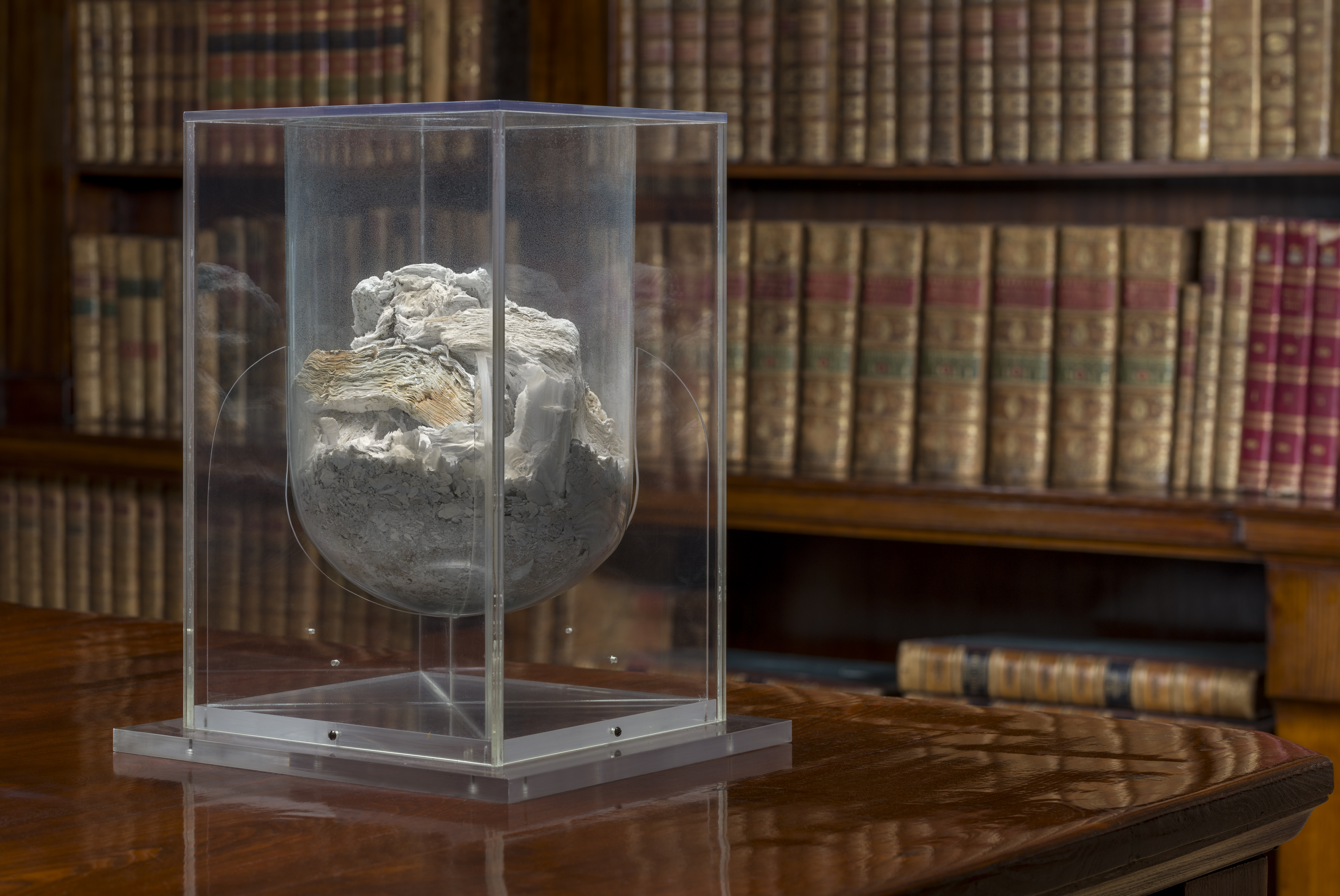
ワルシャワ蜂起の崩壊後、ドイツ軍のブランドコマンドによってクラシンスキ図書館で意図的に焼却された、最も貴重なポーランドのインキュナブラと写本の灰。

知の拠点たる図書館は、意図的または偶発的な行為によって破壊や深刻な損傷を受けてきた。特に意図的な破壊は、文化的遺産の抹消を目的とした文化的殺人とも言える蛮行である。一方で、歴史的に地震、津波、洪水、火災などで損害を受ける例も多い。
アレクサンドリア図書館の破壊、インドのナーランダ図書館の破壊、ドイツのワイマールにあるアンナ・アマリア公爵夫人図書館の事故による焼失などがその代表例である。

## 原因と予防
近代以前では、多くの図書館でカビが大きな問題とされていたため、隣接する階層の棚の下に開口部を設けるなどして、空気の流れを良くすることが図書館の設計で重視されていた。しかし一方でこうした施策は、火災、特に最上階以外のフロアから発生した火災では、空気の流れによって炎がフロアからフロアへと引き寄せられ、図書館の一部はおろか全体が破壊されやすいという致命的な弱点と表裏一体であった。
現代では、技術の進歩により、図書館の蔵書が火災で焼失する可能性は低くなった。 スプリンクラー、防火扉、冷凍庫、警報器、煙探知機、消火システム、非常用発電機などである。 古い図書館は通常、換気口を塞ぎ、防火扉、警報機、スプリンクラーを設置することで改修される。 エアコンはカビの問題を軽減する。 これらはすべて、新しい図書館の設計に不可欠な設備となっている。
火事に際して、書物は燃えてしまったら取り返しがつかないので、水で消火してから乾燥させるのが良いとされている。 カビは紙を腐らせるので、本は乾燥するまで冷凍保存される。 こうすることで、肉を切らせて骨を断つように、本を保存することはできる。
火災やその他の原因による損害の可能性を減らし、破壊的な出来事の後の復旧に必要な時間を短縮するために、図書館は災害管理と復旧計画が必要です。 これは継続的なプロセスであり、主要スタッフの技術更新、残りのスタッフの訓練、災害用キットの点検と維持、災害計画の見直しなど、専門的な能力開発を含む。
図書館は、火災等の原因による損害の可能性をできる限り低減し事後の復旧を迅速に遂行するため、火災管理と復旧計画を整備せねばならない。これは継続的な施策であり、司書や管理者、技術者ら人材の育成、技術更新、災害用キットの整備、災害計画の見直しなど広範に及ぶ。
さらに、特に歴史的な図書館については、定期的に火災安全調査が行われる。 例えば、米国議会書館では、2000年から1年にわたる点検が行われた。 1995年の議会説明責任法以前は、議会図書館とすべての国会議事堂の建物は安全規制の対象外であった。 歴史的保存と現代の安全基準を両立することは、「1997年に完了した12年にわたる国会図書館の改修工事でさえ、多くの火災の危険性に対処できなかった」ため、困難な作業であることが判明した。 しかし、法令局の検査後、国会図書館は、「可能な限り最高レベルの安全性を達成する」ことを心から約束し、「議事堂建築監と国会図書館は、3ヶ月ごとに当局に進捗状況を報告する」と発表した。
情報技術もまた、慎重な火災対策を期する理由の一つである。 図書館には多数のコンピュータが設置されているため、「床面積が減少し、より完結で強力なコンピュータシステムが増加している」。 そこで1962年、全米防火協会は、特に電子コンピュータ・システムに適用される最初の安全規格の策定を開始した。この規格は、NFPA 75 Protection of Information Technology Equipmentと呼ばれる。 FMグローバルデータシート5-32は、火災だけでなく、水、停電などからも保護するためのガイドラインを提供する別の規格である。

## 人災
| 画像                                                          | 名称 | 国/地域                                              | 都市                    | 毀損年             | 破壊者 | 毀損の理由・説明 |
| ------------------------------------------------------------- | --- | ---------------------------------------------------- | ----------------------- | ------------------ | --- | --- |
|                                                               | ジムリ・リムの図書館                                                                                     | 古代メソポタミア                                     | マリ                    | 1761 BC            | バビロン第一王朝ハンムラビ | 紀元前1761年頃、王国はハンムラビによって侵略され、リム王朝は滅亡した。マリはこの破壊を生き延び、紀元前1759年頃にバビロンに対して反乱を起こし、ハムラビに都市全体を破壊させた。 |
|                                                               | アッシュルバニパルの図書館                                                                               | 新アッシリア帝国                                     | ニネヴェ                | 612 BC             | バビロニア、スキタイ、メディア連合軍 | 紀元前612年、ニネヴェはバビロニア、スキタイ、メディア（古代イラン人）の連合軍によって滅ぼされた。 宮殿が焼かれた際、大火災が図書館を襲い、粘土でできた楔形文字の粘土板が一部日に曝されたのだろう。 この出来事が、史料の保存に役立った。 一方で、蝋板に刻まれたテキストもあったかもしれないが、有機的な性質のために失われてしまった。 |
|                                                               | 咸陽城と州公文書館                                                                                       | 秦                                                   | 咸陽                    | 206 BC             | 項羽 | 紀元前206年、秦の始皇帝に反旗を翻した項羽は、咸陽を陥落せしめ、火を放った。 |
|                                                               | アレクサンドリア図書館                                                                                   | プトレマイオス朝 アエギュプトゥス                    | アレクサンドリア        | 不明               | 不明 | 不明。アレクサンドリア図書館の衰退をみよ。 |
| 20230124 Luoyang Drum Tower 02                                | 洛陽の図書館                                                                                             | 漢                                                   | 洛陽                    | 189 AD             | 董卓 | 図書館を含む街の大部分は、住民が避難する際に意図的に焼かれた:460–461 |
|                                                               | パンタイノスの図書館                                                                                     | ローマ帝国アカエア属州                               | アテネ                  | 267                | ヘルール族 | 紀元267年、ヘルール族の侵攻で破壊され、5世紀には大きなペリスタイルの建物に組み込まれた。 |
|                                                               | ハドリアヌスの図書館                                                                                     | ローマ帝国アカエア属州                               | アテネ                  | 267                | ヘルール族 | 図書館は267年のヘルール族の侵攻によって深刻な被害を受け、407～412年に総督ヘルクリウスによって修復された。 |
|                                                               | アンティオキアの図書館                                                                                   | セレウコス朝 シュリア                                | アンティオキア          | 364                | ヨウィアヌス | この図書館は、 背教者ユリアヌス帝の援助によって、多くの蔵書を備えていた。 |
|                                                               | セラペウムの図書館                                                                                       | プトレマイオス朝 アエギュプトゥス                    | アレクサンドリア        | 392                | アレクサンドリアのテオフィロス | セラピス神殿が教会に改築された後、図書館は破壊された。 |
|                                                               | ハカム2世の図書館                                                                                        | アル＝アンダルス                                     | コルドバ                | 976                | マンスールと宗教学者 | 超正統主義の波が押し寄せ、「古代科学」からなる書物はすべて破壊された。 |
|                                                               | レイの図書館                                                                                             | ブワイフ朝                                           | シャフレ・レイ          | 1029               | ガズナ朝のマフムード | 異端とみなされたすべての書物を図書館ごと焼却した。 |
| Sázava Monastery, aerial view crop                            | サザヴァ修道院付属図書館                                                                                 | 神聖ローマ帝国ボヘミア公国                           | サザヴァ                | c. 1097            | ディートハルド修道院長 | サーザヴァ修道院からスラヴ語ベネディクト派が追放された後、後任の修道院長は古代教会スラヴ語で書かれた書物をすべて破棄した。 |
|                                                               | バヌ・アンマーの図書館（ダール・アル・イルム）                                                           | ファーティマ朝                                       | トリポリ                | 1109               | 十字軍 | シャラフ・アド・ダウラがボードゥアン1世に降伏した後、ジェノヴァの傭兵が街の一部を焼き払い略奪した。 図書館のダール・アル・イルムも焼かれた。 |
| Old Ghazni City in the Ghazni province of Afghanistan 2010    | ガズナの図書館                                                                                           | ゴール朝                                             | ガズナ                  | 1151               | アラ・アルディン・フサイン | 都市は略奪され、7日間焼き払われた。宮殿や図書館は破壊された。 |
|                                                               | ニーシャープールの図書館                                                                                 | セルジューク朝                                       | ニーシャープール        | 1154               | オグズ | 都市の一部が焼け落ちた際、図書館も破壊されてしまった。 |
|                                                               | ナーランダ僧院                                                                                           | マガダ国                                             | ナーランダ              | 1193               | バフティヤール・ハルジー | ナーランダの僧院（仏教世界で最も著名な仏門）はトゥルク系のムスリムの攻撃を受けた。この出来事は、仏教の減衰の先鞭をつけることとなった |
|                                                               | コンスタンティノープル帝国図書館                                                                         | ビザンツ帝国                                         | コンスタンティノープル  | 不明               | 不明 | 不明。図書館の衰退を見よ。 |
|                                                               | アラムート城塞の図書館                                                                                   | セルジューク朝                                       | アラムート              | 1256               | フラグ | アラムートの降伏の直前、図書館は破壊された。 |
|                                                               | 知恵の館                                                                                                 | アッバース朝                                         | バグダッド              | 1258               | フラグ | バグダード包囲戦にて焼失。 |
|                                                               | コンスタンティノープルの図書館群                                                                         | ビザンツ帝国                                         | コンスタンティノープル  | 1453               | オスマン帝国 | コンスタンティノープル陥落ののち、何百何千もの写本が取り去られ、売り払われ、打ち捨てられた。 |
|                                                               | マドラサ図書館                                                                                           | カスティーリャ王国・カスティーリャの王冠             | グラナダ                | 1499               | シスネロス枢機卿 | 1499年、図書館の蔵書ははシスネロス枢機卿の兵士によりにより持ち出され、ビブ・ランブラ広場で焼かれた。 |
| Matthias Graduale 1480                                        | コルヴィナ文庫                                                                                           | ハンガリー王国                                       | ブダ                    | 1526               | オスマン帝国 | モハーチの戦いにてオスマン帝国により破壊された。 |
|                                                               | 修道院の文庫                                                                                             | イングランド王国全域                                 |                         | 1530s              | ヘンリー8世 | ヘンリー8世による修道院解散の後、修道院の図書館は破壊されたり散逸したりした。 |
|                                                               | グラスニー・カレッジ                                                                                     | イングランド王国                                     | コーンウォール/ペンリン | 1548               | ヘンリー8世 | グラスニーとクラントックにあったコーニッシュ・カレッジの破壊と略奪により、ケルノウ語を中心とした文化体系は一時途絶えることとなった。 |
|                                                               | ゴゾの記録                                                                                               | ホスピタラー・マルタ                                 | ゴゾ                    | 1551               | オスマン帝国 | 大部分のゴゾの記録は、1551年のオスマン帝国の侵攻に際して失われてしまった。この襲撃によって、「中世ゴゾの生活に関する証拠書類がほぼ完全に破壊された」と言われている。 |
|                                                               | ユカタン半島のマヤ写本                                                                                   | マヤ                                                 | マニ                    | 1562-07-12         | ディエゴ・デ・ランダ | スペインによるユカタン征服時のフランシスコ会修道士であり征服者であったデ・ランダ司教は次のように記した。「我々はこれらの文字で書かれた大量の書物を発見したが、それらには迷信と悪魔の嘘以外の何物も見当たらなかったため、我々はそれらすべてを焼き払った。これは彼ら（マヤ人）に信じられないほどの後悔と苦悩をもたらした。」現存する写本のうち、疑いなく本物であると広く考えられているのは3点だけである。 |
|                                                               | ラグラン図書館                                                                                           | イングランド・ウェールズ                             | ラグラン城              | 1646               | ニューモデル軍 | ウースター伯爵の図書館はイングランド内戦に際してトーマス・フェアファクス麾下の軍に焼き払われた。 |
|                                                               | ザウスキ図書館                                                                                           | ポーランド・リトアニア共和国                         | ワルシャワ              | 1794               | ロシア帝国 | コシチュシュコの蜂起ののち、露軍はエカチェリーナ2世の命でこの図書館の蔵書はサンクトペテルブルクの個人のもとに移され、1年後には新しく設立された帝国公共図書館の礎石となった。蔵書の一部は、図書館から運び出されロシアに運ばれる際に扱いが雑であったために破損したり、破壊されたりした。 歴史家ヨアヒム・レレヴェルによると、ザウスキの蔵書について、「グロドノでは籠で買うことができた」そうだ 。それから書物は、ロシアのいくらかの図書館に分散された。その後、蔵書の一部は、1842年と1863年の2回に分けてワルシャワに戻った 。1920年代に入ると、再度設置されたポーランド第二共和国の許、リガ条約に従ってザウスキの図書の一部を奪還した。 |
|                                                               | 米国議会図書館                                                                                           | アメリカ合衆国                                       | ワシントンD.C.          | 1814               | イギリス軍 | 図書館は、英米戦争のさなか、英軍はワシントン焼き討ちの一環として国会議事堂に火を放った。この攻撃は、1813年にアメリカ軍がカナダのヨークとナイアガラの町を焼き払ったことに対する報復だった。図書館が破壊されてからすぐに、1790年に設立された国立公文書館は再建された。これは主に、1815年にトーマス・ジェファーソンの個人蔵書によって充足した。しかし、1851年12月24日に発生した2回目の火災は、国立公文書館の収蔵物の大部分を再び破壊し、ジェファーソンの蔵書の約3分の2と、合計で約35,000冊の書籍を失うこととなった。 |
| Siege of Guadalajara (1860) during the Reforma War            | |                                                      | メキシコの諸都市        | 1856–1867          | メキシコ自由党と反聖職者主義 | レフォルマ戦争の直前、フアレスとコモンフォルト率いる自由党政権のもと、多くの修道院図書館や教会所有の学校図書館が、自由主義軍や略奪者によって略奪されたり破壊されたりした。特に、16,000冊以上の蔵書（その大部分は植民地時代の作品であった）があったサン・フランシスコ修道院図書館は、完全に破壊された。 その他の重要な図書館としては、サン・アグスティン聖堂図書館があり、略奪され焼失した。カルメンのサン・アンヘル修道院とその図書館も完全に破壊され（数冊の本が回収された）、他にもサント・ドミンゴ修道院、ラス・カプチナス修道院、聖クララ修道院、ラ・メルセッド修道院、教会所有のサン・フアン・デ・レトラン学院など、程度の差こそあれ、メキシコシティにある修道院の図書館が被害を受けた。同様の事件はメキシコ全土、特に主要都市で起こった。書籍以外にも、祭壇画、植民地時代のバロックのユニークなコレクション、十字架、彫刻、金銀聖杯（しばしば強奪され溶かされた）などの品々も失われた。 1884年までに失われた書籍や写本の総数は10万冊にのぼると推定されている |
|                                                               | アラバマ大学                                                                                             | アメリカ合衆国アラバマ州                             | タスカルーサ            | 1865-05-04         | アメリカ連合国 | 南北戦争中、南軍はアラバマ大学の校舎を攻撃した。これにより約7,000冊の図書が燃えた。 |
|                                                               | オスマン帝国領内のモスク附設の図書館                                                                     | オスマン帝国ルメリア地方                             | タルノヴォ              | 1877               | ブルガリア人キリスト教徒 | モスクが焼かれたとき、図書館のトルコ語の本も焼かれた。 |
|                                                               | ピタカタイク                                                                                             | ミャンマー                                           | マンダレー宮殿          | 1885–1887          | 英軍 | 彼はイギリスが第三次英緬戦争の終わりに宮殿を略奪し（持ち去られた遺物の一部は現在もロンドンのヴィクトリア&アルバート博物館に展示されている）)、王立図書館に火を放った。 |
|                                                               | 翰林院                                                                                                   | 中華帝国                                             | 北京                    | 1900-06-23/4       | 諸説あり。公使館西側を包囲していた甘軍、あるいは国際義勇軍によるものかもしれない。                                                                    | 義和団の乱の最中、北京国際公使館包囲戦の際、英国公使館に隣接していた翰林院の非公式な中国国立図書館が（誰が、故意に、あるいは偶然に）放火され、ほぼ全焼した。炎に焼かれずに残った多くの書物や巻物は、その後、戦勝国となった諸外国の軍隊によって略奪された。 |
|                                                               | ルーヴェン・カトリック大学付属図書館                                                                     | ベルギー王国                                         | ルーヴェン              | 1914-08-25/1940-05 | 独軍 | ドイツ帝国は、占領に対するベルギーの抵抗を鎮めるために恐怖を利用しようと、街全体の焼き討ちの一環として図書館に火を放った。 第二次世界大戦では、ナチ政権の侵攻により再び火災に見舞われた。 |
|                                                               | アイルランド公記録局                                                                                     | アイルランド                                         | ダブリン                | 1922               | 諸説あり。IRAによる仕業か、臨時政府軍による砲撃で保管爆薬が偶発的に発火した可能性。                                                                   | フォーコーツはアイルランド内戦の初動でIRAにより占領され、対するマイケル・コリンズ指揮下のアイルランド自由国軍に砲撃を受けた。 |
|                                                               | マドリードの宗教図書                                                                                     | スペイン第二共和政                                   | マドリード              | 1931               | 無政府主義者、反聖職者主義者 | 1931年、極左ないし無政府主義者が共和派の無策に乗じ、マドリードの修道院を複数焼き払った。中には、無原罪聖母・聖ペドロ・クラベル学院の約20,000冊、ガルシア・ビジャダが残した古文書やマルティネス神父が収集した民謡10万曲を含むカトリック芸術産業大学の図書館の蔵書約20,000冊、さらに当時国立図書館に次ぐと言われたカサ・プロフェサ・デ・マドリードの約80,000冊もあった。 |
|                                                               | 東方図書館                                                                                               | 中華民国                                             | 上海閘北区              | 1932-02-01         | 日本陸軍 | 日中戦争における第一次上海事変にて、日本軍は商務印書館と東方図書館を爆破し、50万冊を焼いた。 |
|                                                               | 性科学研究所                                                                                             | ドイツ国（ヴァイマル共和制、ナチ政権）               | ベルリン                | 1933-05-??         | DSt | 1933年5月6日、ドイツ学生同盟（DSt）は性科学研究所を組織的に襲撃した。数日後、ベーベル広場の路上で、研究所の図書館と書庫が公然と運び出され、燃やされた。 |
| Escudu de la Universidá d'Uviéu                               | オビエド大学                                                                                             | スペイン第二共和政                                   | オビエド                | 1934-10-13         | 革命派か、政府専用機が投じた爆弾か | 1934年のアストゥリアス炭鉱労働者のストライキの際、武装革命家がオビエドを占拠し、フランシスコ・フランコ将軍の命令でスペイン軍に弾圧された。 |
| First pictures of the Japanese occupation of Peiping in China | 中華民国（大陸）の大学群                                                                                 | 中華民国                                             | 諸都市                  | 1937–1945          | 日本陸軍 | 日中戦争にて、日本軍は以下のような大学を破壊した。 - 清華大学（蔵書30万冊のうち20万冊） - 南開大学（22.4万冊） - 河北省立工業学院 - 河北省立医科大学 - 河北省立農学院 - 大夏大学 - 光華大学 - 湖南大学 - 南京大学 - 王立アジア協会（上海） - 上海大学 - 東吳大学 |
|                                                               | セルビア国立図書館                                                                                       | ユーゴスラヴィア                                     | ベオグラード            | 1941-04-06         | ナチ政権 ドイツ空軍 | ドイツ軍のベオグラード爆撃にて。約50万冊が全焼した。。 |
|                                                               | 国立図書館「聖シリルと聖メトディオス」                                                                   | ブルガリア                                           | ソフィア                | 1943–1944          | 連合国の空軍 | |
|                                                               | クラシンスキ図書館                                                                                       | ドイツ占領下のポーランド                             | ワルシャワ              | 1944               | 独軍 | この図書館は、1944年のワルシャワ蜂起鎮圧の余波で、意図的に放火された。ワルシャワの破壊の一部であった。 |
|                                                               | オルディナツィア・ザモイスカの図書館                                                                     | ドイツ支配下のポーランド（総督府）                   | ワルシャワ              | 1944               | 独軍 | 図書館（かつてザモイスキ学院が所蔵していたもの）はワルシャワ蜂起鎮圧に際して故意に放火された。この図書館の焼き討ちは、一般的なワルシャワの破壊の一部だった。出典にもよるが、1800点から3000点の蔵書は当初の蔵書のわずか1.5%から3%しか残っていない（もっとも貴重なものではあったが） |
|                                                               | ポーランド歴史記録中央公文書館                                                                           | ドイツ支配下のポーランド（総督府）                   | ワルシャワ              | 1944               | 独軍 | 独軍はワルシャワ蜂起鎮圧の余波で、この公文書館故意に火を放っただけでなく、地下シェルターにある9つの耐火保管庫のそれぞれに入り、次々と丹念に燃やしていった（10番目の入り口は瓦礫で塞がれていたため、中身は無事だった）。 ワルシャワの一般的なワルシャワの破壊の一部であった |
|                                                               | ザウスキ図書館                                                                                           | ドイツ支配下のポーランド                             | ワルシャワ              | 1944               | 独軍 | 元の建物は第二次世界大戦中にドイツ軍によって破壊された。ワルシャワ蜂起の崩壊後の1944年10月のワルシャワの計画的破壊の際に、当時クラシンスキ図書館に所蔵されていたコレクション（下記参照）を意図的に破壊した 戦争で生き残ったのは、元の図書館にあった1800点の原稿と3万点の印刷物だけだった。 戦後、元の建物はポーランド人民共和国の下で再建された。 |
|                                                               | 東京の私立図書館                                                                                         | 大日本帝国                                           | 東京                    | 1945               | 米空軍 | 1945年5月の米軍による東京大空襲で、長谷川如是閑邸の4万冊の蔵書など、日本の私設図書館の多くが焼失した。東京大空襲で個人図書館の大半が焼失し、戦前の出版物の多くが永久に失われた東京の慶應義塾大学が爆撃で焼失。 |
| Biblioteka Publiczna ul Koszykowa 26-28 02                    | ワルシャワ公共図書館―マゾヴィエツキ県立中央図書館                                                        | ドイツ支配下のポーランド（総督府）                   | ワルシャワ              | 1945               | 独軍 | 第二次世界大戦勃発の前、図書館には50万冊の蔵書があった。1945年1月、ドイツの退却兵によって放火された。 その結果、30万冊の本が破壊され、さらに10万冊が略奪された。 |
|                                                               | ラジンスキー図書館                                                                                       | ドイツ支配下のポーランド（ヴァルテラント帝国大管区） | ポズナニ                | 1945               | 独軍 | 撤退するドイツ軍は建物に爆薬を仕掛けて起爆させ、建物全体を取り壊し、所蔵品の90％を燃やし、残りの10％は事前に略奪した。 |
|                                                               | レバノン国立図書館                                                                                       | レバノン                                             | ベイルート              | 1975               | レバノン内戦交戦勢力 | 1975年、レバノン首都ベイルートの市街地で戦争が始まった。 戦時中、図書館は大きな被害を受けた。 ある情報筋によると、最も貴重な写本のうち1200点が消失し、当時の図書館の組織や運営手順の記憶も残っていないという。 |
|                                                               | カンボジア国立図書館                                                                                     | カンボジア                                           | プノンペン              | 1976–1979          | クメール・ルージュ | ほとんどの本とすべての書誌記録を燃やした。現存する資料はわずか20％である |
|                                                               | ジャフナ公共図書館                                                                                       | Jaffna                                               | Sri Lanka               | 1981-05-??         | 私服警官など | 1981年4月、暴漢と私服警官からなる暴徒は、タミル人が居住するジャフナへと赴き、図書館を焼いた。少なくとも95,000冊、南アジア第二の蔵書数を誇っていた。 |
|                                                               | シク教参照図書館                                                                                         | Punjab                                               | India                   | 1984-06-07         | Indian Army | インド軍によって破壊される以前は、11,107冊の書籍、2,500冊の写本、新聞アーカイブ、歴史的書簡、文書/ファイルなど、推定20,000点の膨大な文学作品を所蔵していた。その破棄は、当時のインド政府とその指導者インディラ・ガンジーを巻き込む可能性のある書簡や文書を見つけられなかったことによる必死の行為だったのかもしれない。 |
|                                                               | ブカレスト中央大学図書館                                                                                 | ルーマニア                                           | ブカレスト              | 1989-12-2?         | ルーマニア陸軍 | ルーマニア革命 |
| OrijentalniLOGO                                               | サライェヴォ東洋研究所                                                                                   | ボスニア・ヘルツェゴビナ                             | サライェヴォ            | 1992-05-17         | スルプスカ共和国軍 | ボスニア・ヘルツェゴビナ紛争の最中サラエボ包囲戦の砲撃で破壊 |
|                                                               | ボスニア・ヘルツェゴビナ国立・大学図書館                                                                 | ボスニア・ヘルツェゴヴィナ                           | サライェヴォ            | 1992-08-25         | スルプスカ共和国軍 | サラエボ包囲戦で完全に破壊された |
| この行                                                        | アブハジア歴史言語文学研究所 アブハジア国立図書館                                                        | アブハジア                                           | スフミ                  | 1992-10-??         | ジョージア陸軍 | アブハジア戦争にて焼失 |
| この行                                                        | 市立図書館                                                                                               | スウェーデン                                         | リンシェーピン          | 1996-09-20         | 裁判の証拠不足 | 館内にある移民情報局への放火が1年にわたり繰り返された後、図書館は全焼した。 |
| この行                                                        | プリ・フムリー公共図書館                                                                                 | アフガニスタン                                       | プリ・フムリー          | 1998               | タリバンの民兵 | 5.5万冊の本と古文書があった。 |
| Baghdad etm 2003092 lrg                                       | イラク国立図書館・文書館、アルカフ図書館、バグダッド大学中央図書館、モスル大学中央図書館、その他の図書館 | イラク                                               | バグダード              | 2003-04-??         | 市民 | 2003年のイラク戦争では、いくつかの図書館が略奪され、放火され、さまざまな程度で破損、破壊された |
|                                                               | ピープルズ・ライブラリー ウォール街を占拠せよ                                                            | ニューヨーク                                         | ズコッティ公園          | 2011               | ニューヨーク市衛生局 | LibraryThingにカタログ登録された5,000冊以上の本が押収された |
|                                                               | エジプト科学研究所                                                                                       | エジプト                                             | カイロ                  | 2011-12-??         | エジプト革命時の路上衝突の余波 | 最初の推定では、全20万冊のうち保存されているのはわずか3万冊だという |
|                                                               | アーメド・ババ研究所                                                                                     | マリ                                                 | トンブクトゥ            | 2013-01-28         | トゥアレグのイスラム主義者 | 図書館には20,000冊以上の写本があったが、2013年1月現在、電子化されているのはそのほんの一部だけである。 占領前と占領中、研究所と個人図書館から30万以上のトンブクトゥ写本が保存され、より安全な場所に移された |
|                                                               | ラタンダ図書館                                                                                           | 南アフリカ                                           | レセディ自治体          | 2013-03-12         | 暴徒 | 1,807冊の蔵書、7台の利用者用ワークステーション、複合機、大型テレビを含む技術インフラ |
|                                                               | 水産海洋省                                                                                               | カナダ                                               |                         | 2013               | スティーブン・ハーパー首相率いるカナダ政府 | デジタル化に取り組み、9つのオリジナル・ライブラリーを7つに減らし、年間$443,000のコスト削減を目指す。デジタル化されたのは資料のわずか5～6％で、数千万ドルの税金を投じて作成された科学的記録や研究は、廃棄、焼却、譲渡された。 特に注目すべきは、生態学的研究に重要なベースラインデータと、19世紀の探検のデータである。 |
|                                                               | アル＝サエ図書館                                                                                         | レバノン                                             | トリポリ                | 2014-01-03         | 過激派ムスリム | 放火により蔵書の約40%が焼失。2015年に再開した。 |
|                                                               | ボスニア・ヘルツェゴビナ国立公文書館                                                                     | ボスニア・ヘルツェゴヴィナ                           | サライェヴォ            | 2014-02-07         | 7人のボスニア人暴徒が放火した疑いがあり、うち2人が逮捕された。 2014年4月4日、両名は自宅軟禁、接触を禁ずること、毎週出頭することを条件に、釈放された。 | 2014年にボスニア・ヘルツェゴビナで起きた騒乱では、大統領府の建物にある公文書館の一部が放火され、大量の史料が焼失した。 失われた公文書資料の中には、オスマン帝国時代の文書や贈答品、1878年から1918年の墺洪時代の公文書、戦間期の文書、1941年から1945年のクロアチア独立国代の文書、それ以降の文書、1996年から2003年のボスニア・ヘルツェゴビナ人権評議会の約15,000のファイルなどが含まれていた。 シャバン・ザヒロヴィッチ館長の推計によると、焼失した収蔵庫では、資料の約60％が失われた。 |
| College of Science Map - University of Mosul                  | モスル大学 モスル博物館                                                                                  | イラク                                               | モスル                  | 2014-12-??         | ISILの焚書 | 焚書 |
|                                                               | アンバール県の図書館                                                                                     | イラク                                               | アンバール県            | 2014-12-??         | ISILの焚書 | 焚書 |
|                                                               | ロシア科学アカデミー付属社会科学情報研究所                                                               | ロシア                                               | モスクワ                | 2015-01-29         | 不明 | 3階で2000m2に延焼。 屋根が陥没。 追加の水害。 周囲温度が高すぎるため、損傷したワークが自己凍結。 図書館には1400万冊の蔵書があり、その中には古代スラブ語の貴重なテキスト、国際連盟やユネスコの文書、1789年までさかのぼるアメリカを含む各国の議会報告書などが含まれていた |
| Mosul Library Outside-e1424800354833                          | モスル図書館                                                                                             | イラク                                               | モスル                  | 2015-02-??         | ISILの焚書 | 8,000冊の貴重な古書と写本。 18世紀の写本、19世紀にイラク初の印刷所で印刷されたシリア語の本、オスマン帝国時代の本、20世紀初頭のイラクの新聞など |
| UKZN                                                          | クワズールー・ナタール大学ハワード・カレッジ法律図書館                                                   | 南アフリカ                                           | ダーバン                | 2016-09-06         | #FeesMustFall反対派 | 警察との対立でデモ隊が燃やしたローマ・オランダ法初期の法律書を含む法律図書館. |

## 自然災害
| 画像                                                   | 名称                                                            | 国と地域                                           | 都市     | 時期       | 損壊の理由                                                                                                  |
| ------------------------------------------------------ | --------------------------------------------------------------- | -------------------------------------------------- | -------- | ---------- | --- |
|                                                        | リベリア宮殿附属ポルトガル王立図書館                            | ポルトガル                                         | リスボン | 1755-11-01 | リスボン大地震                                                                                              |
| Tokyo Imperial University after Great Kanto earthquake | 東京帝国大学附属図書館 マックス・ミュラー文庫 西村文庫 星野文庫 | 大日本帝国                                         | 東京     | 1923-09-01 | 関東地震および付随する火災による。 大正12年の関東大震災により東京大学附属図書館の諸文庫訳70万冊が焼失した。 |
|                                                        | ルベン・ダリオ国立図書館                                        | ニカラグア                                         | マナグア | 1931, 1972 | 1931年、1972年の地震で被害を受けた                                                                          |
|                                                        | インド洋沿岸地域の文化施設                                      | インドネシア マレーシア モルディブ タイ スリランカ |          | 2004-12-26 | 2004年のインド洋大津波。 2004年スマトラ島沖地震により被害を受けた図書館の一覧を見よ。                       |

## 火災
| 画像                                                                                      | 名称                                               | 国と地域                     | 都市                               | 都市                    | 事由 |
| ----------------------------------------------------------------------------------------- | -------------------------------------------------- | ---------------------------- | ---------------------------------- | ----------------------- | --- |
|                                                                                           | ケルスス図書館                                     | ローマ帝国アシア属州         | エフェソス                         | 262                     | 262年の南西アナトリア地震に起因する火災か、ゴート人の攻撃。 |
|                                                                                           | コペンハーゲン大学附属図書館                       | デンマーク                   | コペンハーゲン                     | 1728-10                 | 1728年のコペンハーゲン大火 |
|                                                                                           | コットン図書館                                     | 英国                         | ロンドン、アッシュバーナム・ハウス | 1731-10-23              | |
| BurningofWashington1814                                                                   | 米国議会図書館                                     | 米国                         | ワシントンD.C.                     | 1814-08-25              | ワシントン焼討ち |
|                                                                                           | バーミンガム中央図書館                             | 英国                         | バーミンガム                       | 1879-01-11              | 建築作業中の仮設壁として使用されていた木製間仕切りの裏側で火災が発生した。被害は甚大で、5万冊の在庫のうち助かったのはわずか1000冊だった。 |
| University of Virginia Rotunda fire                                                       | ヴァージニア大学のロタンダ                         | 米国ヴァージニア州           | シャーロッツビル                   | 1895-10-27              | |
|                                                                                           | ニューヨーク州立図書館                             | 米国ニューヨーク州           | オールバニ                         | 1911-03-29              | |
| Logo de la Biblioteca Nacional del Perú                                                   | ペルー国立図書館                                   | ペルー                       | リマ                               | 1943-05-10              | |
|                                                                                           | ユダヤ教神学院附属図書館                           | 米国                         | ニューヨーク                       | 1966-04-18              | ユダヤ教神学院附属図書館の火災 |
|                                                                                           | チャールズ・A・ハルバート公共図書館                | セントクリストファーネイビス | バセテール                         | 1982                    | |
|                                                                                           | セント・マイケルズ・ハウス                         | 豪州                         | クラファーズ                       | 1983                    | 灰の水曜日の山火事で全焼。 16世紀の作品を含む4万冊の蔵書がすべて失われた。 |
|                                                                                           | ダルハウジー大学シューリッヒ法科大学院附属図書館   | カナダノバスコシア州         | ハリファックス                     | 1985-08-16              | 落雷によって電気系統がショートし、火災が発生、図書館のある建物の最上階が全焼した。 |
|                                                                                           | ロサンゼルス中央図書館                             | 米国カリフォルニア州         | ロサンゼルス                       | 1986-04-29 & 1986-09-03 | 1986年4月29日午前10時52分、火災報知器が図書館本館の火災を職員と利用者に知らせた。 350人以上の消防士が駆けつけ、約7時間燃え続けた。 推定40万冊の本が焼失し、さらに35万冊の資料が大量の煙と水による被害を受けた。 火元は北東書庫の5段目と思われる |
|                                                                                           | 科学アカデミー附属図書館                           | ソヴィエト連邦ロシア共和国   | レニングラード                     | 1988-02-14              | 1988年2月14日日曜日、ソ連科学アカデミー附属図書館で火災が発生し、図書館三階新聞の区画を焼いた。ヴァレリー・レオーノフ館長代理によると、火災報知器が鳴ったのは午後8時13分、図書館は閉館時間だった。 翌日の午後に鎮火するまでに、収容されていた1,200万冊の本のうち19万冊から30万冊が焼失した。 当初、約350万冊の蔵書が消火用の泡で湿った状態になった。 |
| The Norwich Central Library on fire in 1994, with a fire engine and firefighter in front. | ノリッチ中央図書館                                 | イングランド                 | ノリッチ                           | 1994-08-01              | 1994年8月1日、ノリッチ中央図書館が電気系統の故障により火災に見舞われた。 煙が20マイル先からも見えるようになったため、100人以上の消防士が駆け付けた。 10万冊以上の本と数千の歴史的文書が焼失した。 |
|                                                                                           | イラク国立図書館                                   | イラク                       | バグダード                         | 2003-04-15              | |
|                                                                                           | アンナ・アマリア公爵夫人図書館                     | ドイツ                       | ワイマール                         | 2004-09-02              | |
|                                                                                           | グラスゴー美術学校、レニー・マッキントッシュ図書館 | スコットランド               | グラスゴー                         | 2014-05-24 & 2018-06-15 | 2014年5月24日、グラスゴー美術学校のチャールズ・レニー・マッキントッシュの建物内で火災が発生した。 この火災でマッキントッシュ図書館は消失したが、学生とスタッフは全員安全な場所に避難し、人的被害はなかった。この火災は、学生のプロジェクトで使用されていた発泡スチロールの容器から発生したガスが、火花を散らしたプロジェクターに引火したことから始まった。 火災発生当時、同校舎に最近設置された消火システムはまだ作動していなかった。2014年の火災後、マッキントッシュ・ビルは改修工事中だったが、2018年6月15日午後11時15分頃、2度目の火災が発生した。 前回の火災よりも規模が大きく、その結果、建物の改修工事の進捗状況はすべて破壊され、最初の火災で手つかずだった学校の一部も焼失した。 |
|                                                                                           | ロシア科学アカデミー付属社会科学情報研究所         | ロシア                       | モスクワ                           | 2015-01-29              | |
|                                                                                           | ムズズ大学附属図書館                               | マラウイ                     | ムズズ                             | 2015-12-18              | 2015年12月18日未明、ムズズ大学の図書館が火災に見舞われた。建築材の木材とカーペットが炎を急速に広めたが、現場にいた学生、職員、消防士は、資料を建物の外に運び出し、炎から遠ざけることで救出を試みた。 しかし、午前5時までに図書館は崩壊し、45,000冊の蔵書が失われた。 その後、突然の暴風雨に見舞われ、燃え盛る建物から運び出された資料が水に浸かり、被害はさらに拡大した |
|                                                                                           | ブラジル国立博物館                                 | ブラジル                     | キンタ・ダ・ボア・ヴィスタ         | 2018-09-02              | 未調査。 ブラジル国立博物館火災を参照。 博物館図書館も焼失。 |
|                                                                                           | ケープタウン大学附属ジャガー図書館                 | 南アフリカ                   | ケープタウン                       | 2021-04-18              | 2021年のテーブルマウンテン火災で一部焼失。しかし、図書館の火災検知システムにより、全蔵書の焼失は免れた。 |

## 書籍案内
- The Bosnian Manuscript Ingathering Project – A call for Bosnian manuscripts ingathering
- Polastron, Lucien X. (2007) Libros en Llamas: historia de la interminable destrucción de bibliotecas. Libraria, ISBN 968-16-8398-6.
- Knuth, Rebecca. Libricide : the regime-sponsored destruction of books and libraries in the twentieth century. ISBN 0-275-98088-X
- Polastron, Lucien X. Books on fire: the destruction of libraries throughout history. ISBN 978-1-59477-167-5
- Civallero, Edgardo. When Memory Turns into Ashes... Memoricide During the XX Century Archived 2011-09-27 at the Wayback Machine.. DOI.
- UNESCO. Lost Memory – Libraries and archives destroyed in the twentieth century
- Books on Fire: The Destruction of Libraries Throughout History. Lucien Xavier Polastron. Translated by John E Graham. Inner Traditions. ISBN 978-1-59477-167-5. ISBN 1-59477-167-7.
- Ovenden, Richard Burning the Books. London: John Murray[118]

## 参照

### 引用
1. ↑  Fadhil, Muna (2015年2月26日). “Isis destroys thousands of books and manuscripts in Mosul libraries”. The Guardian 2015年2月26日閲覧。
2. ↑  “Special Challenges - Fire and Fire Suppression” (英語). National Archives (2016年8月15日). 2024年1月24日閲覧。
3. 1 2  Fineberg, Gail. "Moving Toward a Safer Library. Compliance Office Issues Fire Safety Report," Library of Congress Information Bulletin 60 no. 3, 65, March 2001
4. ↑  L.A., "Inspection Scorches Fire Safety at LC," American Libraries, 32 no. 3 17–18, March 2001
5. 1 2 3  Fixen, Edward L. and Vidar S. Landa,"Avoiding the Smell of Burning Data," Consulting-Specifying Engineer, May 2006, Vol. 39 Issue 5, p47-51
6. ↑  Van De Mieroop, Marc (2007) [2005]. King Hammurabi of Babylon: A Biography. Blackwell Ancient Lives. Vol. 19. Blackwell Publishing. ISBN 978-0-470-69534-0. p.76, 139, 152
7. ↑  Van De Mieroop (2007) p.76
8. ↑  Sima Qian. Records of the Grand Historian, Biography of Emperor Gaozu.
9. ↑  Lewis, Bernard; Lloyd-Jones, Hugh. The Vanished Library 2014年12月5日閲覧。.
10. ↑  “The Alexandrian Library”. New Advent. 2022年5月9日閲覧。
11. ↑  Chakra, Hayden (2021年4月14日). “The Yellow Turban Rebellion - 21 Years of Struggle”. About History. 2022年5月9日閲覧。
12. ↑  de Crespigny, Rafe (2017). Fire over Luoyang: A History of the Later Han Dynasty 23-220 AD. Leiden: Brill. pp. 419. ISBN 9789004324916
13. ↑  Dirk Rohmann, Christianity, Book-Burning and Censorship in Late Antiquity, (Walter de Gruyter GmbH, 2016), 240.
14. ↑  John Edwin Sandys, A History of Classical Scholarship From the End of the Sixth Century B.C. to the End of the Middle Ages, (Cambridge University Press, 2011), 113.
15. ↑  Ann Christy, Christians in Al-Andalus:711–1000, (Curzon Press, 2002), 142.
16. ↑  Libraries, Claude Gilliot, Medieval Islamic Civilization: L-Z, Index, ed. Josef W. Meri, Jere L. Bacharach, (Routledge, 2006), 451.
17. ↑  Mackensen, Ruth Stellhorn (January 1935). “Moslem Libraries and Sectarian Propaganda”. The American Journal of Semitic Languages and Literatures (The University of Chicago Press) 51 (2):  93–94. doi:10.1086/370447. JSTOR 528860 2022年5月9日閲覧。.
18. ↑  Wolverton, Lisa (2001). Hastening Toward Prague: Power and Society in the Medieval Czech Lands. University of Pennsylvania Press. p. 134. ISBN 0-8122-3613-0
19. ↑  Runciman, Steven (1997). A history of the crusades. Vol. 2: The kingdom of Jerusalem and the Frankish East, 1100-1187 (reprinted ed.). Cambridge Univ. Pr. ISBN 978-0-521-34771-6
20. ↑  Bosworth, Clifford Edmund (1977). The later Ghaznavids: splendour and decay: the dynasty in Afghanistan and northern India, 1040-1186. New York: Columbia University Press. ISBN 978-0-231-04428-8
21. ↑  “Carnegie Institution of Washington. Division of Historical Research. Section of the History of Science”. Isis 31 (2):  426–428. (1940-04). doi:10.1086/347599. ISSN 0021-1753.
22. ↑  Sen, Gertrude Emerson (1964). The story of early Indian civilization. Hyderabad, Telangana: Orient Longman
23. ↑  Waines, David (2008). “Ibn Taymiyya”. In Rippin, Andrew. The Islamic World. London: Routledge. エラー: 不正なDOI指定です. ISBN 9780203019139
24. ↑  Lane, George (2006). Daily life in the Mongol empire. Westport, Conn: Greenwood Press. ISBN 978-0-313-33226-5
25. ↑  Nelson, Robert S. (1995). “The Italian Appreciation and Appropriation of Illuminated Byzantine Manuscripts, ca. 1200-1450”. Dumbarton Oaks Papers 49:  209. doi:10.2307/1291713.
26. ↑  Szegedi, Edit (2002). Geschichtsbewusstsein und Gruppenidentität: die Historiographie der Siebenbürger Sachsen zwischen Barock und Aufklärung. Köln Weimar Wien: Böhlau. ISBN 978-3-412-15901-6
27. ↑  “Notarial Archives discovery: Documents from Gozo dating to 1431 saved from the bin”. The Malta Independent. (2015年5月23日).  オリジナルの2019年5月6日時点におけるアーカイブ。
28. ↑  Abela, Joan (2016). “Unearthing Gozo's Lost Medieval Past”. In Vella, Charlene. At Home in Art: Essays in Honour of Mario Buhagiar. Malta: Midsea Books. pp. 29–46. ISBN 9789993275985
29. 1 2 3 4  Witt 2007.
30. 1 2  Chmielewski 2007.
31. ↑  “Jefferson's Legacy: A Brief History of the Library of Congress”.   Library of Congress (2006年3月6日). 2008年1月14日閲覧。
32. ↑  Murray, Stuart (2009). The Library : An Illustrated History. New York, NY: Skyhorse Publishing. pp. 190–191. ISBN 978-1-60239-706-4
33. ↑  “Thomas Jefferson's Library”. Library of Congress (2008年4月11日). 2020年3月10日閲覧。
34. ↑  Tovar de Teresa, Guillermo (1990). La ciudad de los palacios: crónica de un patrimonio perdido, Volume 1. Editorial Vuelta. pp. 14. ISBN 9789686258172
35. ↑  Báez, Guillermo (2013). Historia Universal de la Destrucción de Libros. OCEANO. pp. 220–222
36. ↑  Wolfe, Suzanne Rau (1983). The University of Alabama: A Pictorial History. Tuscaloosa, Alabama: The University of Alabama Press. pp. 57–59
37. ↑  Crampton, Richard J. (2007). A concise history of Bulgaria (2. ed., repr ed.). Cambridge: Cambridge Univ. Press. ISBN 978-0-521-61637-9
38. ↑  Bird, George W. (1897). Wanderings in Burma. London: F. J. Bright & Son. p. 254
39. ↑  Kramer, Alan (2008). Dynamic of Destruction: Culture and Mass Killing in the First World War. London: Penguin. ISBN 978-1-84614-013-6Gibson, Craig (2008). “The culture of destruction in the First World War”. Times Literary Supplement (January 30, 2008) 2008年2月18日閲覧。.
40. ↑  Devine, Mary Elizabeth; Summerfield, Carol (2013). International Dictionary of University Histories. Hoboken: Taylor and Francis. ISBN 978-1-884964-23-7
41. ↑  Hill, J. R. (2003). A New History of Ireland Volume VII: Ireland 1921–84. Oxford University Press. pp. Chapter II p2. ISBN 978-0-19-161559-7
42. ↑  Ferriter, Diarmaid (2010). The Limits of Liberty – Episode 1. RTÉ
43. ↑  Godley, Michael R. (1988). “Review of The Life and Times of Zhang Yuanji, 1867-1959 by Manying Ip”. Australian Journal of Chinese Affairs:  415–418. doi:10.2307/2158575. JSTOR 2158575 2022年5月9日閲覧。.
44. ↑   A Description of the Oriental Library Before and After the Destruction by Japanese on February 1, 1932. Mercury Press. (1932). p. 5 2022年5月9日閲覧。
45. ↑  Jiayun, Ke (2018年3月15日). “Bombed-out library with revolutionary past”. Shanghai Daily. 2022年5月9日閲覧。
46. ↑  Ruiz, David (13 February 2016). “Los revolucionarios volaron la Catedral, pero no la Universidad [The revolutionaries blew up the Cathedral, but not the University]” (スペイン語). Atlántica XXII (41) 2024年10月9日閲覧. "a día de hoy ya no hay plena constancia de que el trágico episodio tenga la firma de los revolucionarios que combatieron en la capital."
47. 1 2 3 4  “Lost memory: libraries and archives destroyed in the twentieth century”. United Nations (1996年). 2022年5月9日閲覧。
48. ↑  Dejan Ristić (2016年4月3日). “Hitler je naredio: prvo uništiti Narodnu biblioteku [Hitler ordered: first destroy the National Library]” (セルビア語). Politika
49. ↑  Jelena Čalija, Dejan Ristić (2020年3月15日). “Двоструко страдање Народне библиотеке Србије [Double suffering of the National Library of Serbia]” (セルビア語). Politika:  p. 8
50. 1 2  Rebecca Knuth (2006). Burning Books and Leveling Libraries: extremist violence and cultural destruction. Westport, Conn.: Praeger. p. 166. ISBN 0-275-99007-9
51. ↑  Majewski, Piotr (2005). Wojna i kultura. Instytucje kultury polskiej w okupacyjnych realiach Generalnego Gubernatorstwa 1939–1945. Warsaw: Wydawnictwo TRI. pp. 271. ISBN 83-7436-003-8
52. ↑  Strebel, Adam (1948). “Archives of Warsaw following the war”. Przegląd Historyczny 37:  357–373 2021年7月22日閲覧。.
53. ↑  Maria Witt (2005年9月 - 10月). “The Zaluski Collection in Warsaw”. The Strange Life of One of the Greatest European Libraries of the Eighteenth Century.   FYI France. 2021年3月1日時点のオリジナルよりアーカイブ。2008年2月17日閲覧。
54. ↑  Rebecca Knuth (2006). Burning books and leveling libraries: extremist violence and cultural destruction. Greenwood Publishing Group. p. 166. ISBN 0-275-99007-9
55. ↑  “Dom pod Królami” (ポーランド語). warszawa1939.pl. 2008年2月17日閲覧。
56. ↑  Hanneman, Mary L. (2007). Hasegawa Nyozekan and Liberalism in Modern Japan. Global Oriental. p. 24. ISBN 978-9004213364
57. ↑  Solt, John (2020). Shredding the Tapestry of Meaning: The Poetry and Poetics of Kitasono Katue (1902–1978) (reprint ed.). BRILL. p. 3. ISBN 978-1684173266
58. ↑  Weiss, Andrew (2014). Using Massive Digital Libraries: A LITA Guide (reprint ed.). American Library Association. ISBN 978-0838919743
59. ↑  “Biblioteka na Koszykowej: O nas”. 2010年8月15日時点のオリジナルよりアーカイブ。2021年7月9日閲覧。
60. ↑  Knuth, Rebecca (27 June 2006). Destroying a Symbol: Checkered History of Sri Lanka's Jaffna Public Library (PDF). IFLA. 2008年8月30日閲覧.
61. ↑  Brar, Kamaldeep Singh (2019年6月20日). “Explained: The mystery of missing articles of Sikh Reference Library”. The Indian Express.  オリジナルの2020年12月25日時点におけるアーカイブ。
62. ↑  Kaur, Jaskaran; Crossette, Barbara (2006).|http://ensaaf-org.jklaw.net/publications/reports/20years/20years-2nd.pdf
63. ↑  “The Tribune, Chandigarh, India - Main News”. 2025年5月1日閲覧。
64. ↑  The Smoking Gun Recovered, United Sikhs documentary"|https://www.youtube.com/watch?v=i6AFP1NiF-U
65. ↑  “1895 – 1948 Fundaţia Universitară "Carol I"” (Romanian). Istoric. 2022年5月9日閲覧。
66. ↑  “Legea recunoştinţei, made in Romania:agenţii represiunii ceauşiste au ajuns luptători remarcaţi” (Romanian). Evenimentul Zilei (2010年6月3日). 2022年5月9日閲覧。
67. 1 2  “Related Articles”. The Bosnian Manuscript Ingathering Project. 2013年8月8日時点のオリジナルよりアーカイブ。2022年5月9日閲覧。
68. ↑  Riedlmayer, Andras (1995年7月). “Erasing the Past: The Destruction of Libraries and Archives in Bosnia-Herzegovina”. 2012年1月18日時点のオリジナルよりアーカイブ。2025年5月1日閲覧。
69. ↑  Riedlmayer, Andras J (2007). “Crimes of war, crimes of peace: destruction of libraries during and after the Balkan wars of the 1990s”. Library Trends (Johns Hopkins University Press) 56 (1):  107–132. doi:10.1353/lib.2007.0057. hdl:2142/3784.
70. ↑  “Homepage”. Institute for War & Peace Reporting. 2019年9月22日時点のオリジナルよりアーカイブ。2022年5月9日閲覧。
71. ↑  “Abkhazia's archive: fire of war, ashes of history”. YouTube (2008年11月30日). 2013年7月29日時点のオリジナルよりアーカイブ。2022年5月9日閲覧。
72. ↑  “Prized Iraqi annals 'lost in blaze'”. BBC (2003年4月14日). 2011年8月27日時点のオリジナルよりアーカイブ。2022年5月9日閲覧。
73. ↑  “Photos by Dr Saad Eskander of damage to Iraq National Library and Archive”. 2010年4月27日時点のオリジナルよりアーカイブ。2014年12月5日閲覧。
74. ↑  “Pictures of Damaged Libraries in Iraq”. 2011年9月3日時点のオリジナルよりアーカイブ。2014年12月5日閲覧。
75. ↑  “MELA Committee on Iraqi Libraries”. 2013年11月9日時点のオリジナルよりアーカイブ。2014年12月5日閲覧。
76. ↑  “ICBS -Assessment of damage to Libraries and Archives in Iraq”. 2015年8月14日時点のオリジナルよりアーカイブ。2014年12月5日閲覧。
77. ↑  Norton, Daniel; Henk, Mandy; Fagin, Betsy; Taylor, Jaime; Loeb, Zachary (Spring 2012). “OCCUPY WALL STREET LIBRARIANS SPEAK OUT”. Progressive Librarian 38/39 (38/39):  3–16 2018年10月21日閲覧。.
78. ↑  “Un incendio durante los disturbios de El Cairo destruye el original de la 'Descripción de Egipto' encargada por Napoleón” (Spanish). (2011年12月18日).  オリジナルの2021年1月26日時点におけるアーカイブ。 2022年5月9日閲覧。
79. ↑  Harding, Luke (2013年1月28日). “Timbuktu mayor: Mali rebels torched library of historic manuscripts”. The Guardian. 2013年1月28日閲覧。
80. ↑  Walker, Peter (2013年1月28日). “Timbuktu library is treasure house of centuries of Malian history”. The Guardian. 2013年1月28日閲覧。
81. ↑  “Fleeing Islamists burn priceless Timbuktu library”. Debkaflile (2013年1月28日). 2013年1月29日時点のオリジナルよりアーカイブ。2022年5月9日閲覧。
82. ↑  Lor, Pieter (2013). “Burning Libraries for the People: Questions and Challenges for the Library Profession in South Africa”. Libri 6 (4):  359–372. doi:10.1515/libri-2013-0028 2020年7月22日閲覧。.
83. ↑  Nikiforuk, Andrew (2013年12月30日). “Secret Memo Casts Doubt on Feds' Claims for Science Library Closures: Goal stated is 'culling' research, not preserving and sharing through digitization” 2022年5月9日閲覧。
84. ↑  “Irreplaceable research lost from purged federal libraries: BC Green Party MLA Andrew Weaver says government didn't digitize entire libraries as promised”. (2014年1月6日)
85. ↑  “Lebanon Loses 78000 Books To Terrorism: Tripoli's "Al Sa'eh" Library Burned”.  オリジナルの2014年1月6日時点におけるアーカイブ。
86. ↑  “Tripoli Figures Condemn Torching Famed Library as Father Sarrouj 'Forgives Attackers'”.  オリジナルの2014年1月7日時点におけるアーカイブ。
87. ↑  “20 Pictures Of Al Sa'eh Library in Tripoli Before It Got Torched”.  オリジナルの2014年1月6日時点におけるアーカイブ。
88. 1 2  “Sedmorica osumnjičena za paljenje Predsjedništva i Arhiva BiH” (クロアチア語). tportal.hr. (2014年3月9日) 2014年12月13日閲覧。
89. ↑  “Ogromna šteta, dio dokumentacije nepovratno uništen”. tportal.hr. (2014年2月13日) 2014年2月19日閲覧。
90. ↑  “Nepovratno uništen deo Arhiva BiH”. B92. (2014年2月13日) 2014年2月19日閲覧。
91. ↑  “Direktor Arhiva BiH tvrdi: Izgorjelo je 60 posto depoa”. Oslobođenje. (2014年2月13日).  オリジナルの2014年2月23日時点におけるアーカイブ。 2014年2月17日閲覧。
92. 1 2  “"داعش" يحرق آلاف الكتب في الموصل والأنبار”. elaph.com. (2015年2月23日) 2015年2月22日閲覧。
93. ↑  “A Moscow library containing rare UN documents, ancient Slavic texts, and 14 million books is on fire”. QUARTZ. (2015年1月30日) 2015年1月31日閲覧。
94. ↑  “ISIS Burns 8000 Rare Books and Manuscripts in Mosul”. Yahoo Finance (The Fiscal Times). (2015年2月23日) 2015年2月25日閲覧。
95. ↑  Withnall, Adam (2016年9月7日). “'Nazi-style' book burning roundly condemned - but protesters say incident masks a bigger problem” (英語). The Independent 2021年5月3日閲覧。
96. ↑  Raven, J., ed (2004). Lost Libraries: The Destruction of Great Book Collections Since Antiquity (illustrated ed.). Springer. p. 7. ISBN 0230524257
97. ↑  Mack, Edward (2010). Manufacturing Modern Japanese Literature: Publishing, Prizes, and the Ascription of Literary Value (illustrated ed.). Duke University Press. p. 71. ISBN 978-0822391654
98. ↑  Scott, Andrew C. (2020). Fire: a Very Short Introduction. 640 of Very Short Introductions Series (illustrated ed.). Oxford University Press. p. 16. ISBN 978-0198830030
99. ↑  “yoquepierdo: Preserving Memories from Nicaragua” (英語). Los Angeles Archivists Collective (2019年7月14日). 2024年1月24日閲覧。
100. ↑  Ndumu, Ana; Mon, Lorraine (2018). “An investigation of the experiences of Nicaraguan Costeño librarians” (英語). IFLA Journal 44 (2):  106–118. doi:10.1177/0340035218764496. ISSN 0340-0352.
101. ↑  “The Economic Impact of the 26 December 2004 Earthquake and Indian Ocean Tsunami in Thailand - OD Mekong Datahub” (英語). data.opendevelopmentmekong.net. 2024年1月24日閲覧。
102. ↑  Amarasiri, Upali (2005年). “Tsunami Affected Libraries in Sri Lanka: Rebuilding Process and Challenges”. 2024年1月24日閲覧。
103. 1 2   Notes on the history of Birmingham Public Libraries (1861–1961), Birmingham, (1962)
104. ↑  “Charles A. Halbert Public Library”. Ministry of Education Saint Christopher and Nevis. 2011年10月8日時点のオリジナルよりアーカイブ。2022年5月9日閲覧。
105. ↑  Moore, Scott (1983年2月16日). “Fire brought death to house of tranquility”. Trove. 2024年3月13日閲覧。
106. ↑  “The Buildings of Dalhousie University – Weldon Law Building – Building History”.   Library.dal.ca (1967年3月18日). 2016年1月7日時点のオリジナルよりアーカイブ。2015年7月10日閲覧。
107. ↑  “April 29 Marks 30th Anniversary of 1986 Fire”. Los Angeles Public Library. 2020年3月13日閲覧。
108. ↑  “Leningrad Library Fire”.   Abbey Newsletter (1988年6月). 2014年5月23日閲覧。
109. ↑  “1994: Library fire wipes out historic records”. (1994年8月).  オリジナルの2003年10月3日時点におけるアーカイブ。 2022年5月9日閲覧。
110. ↑  “Norwich Central Library fire 25 years on”. BBC News 2020年3月14日閲覧。
111. ↑  Walker, Peter (2014年5月23日). “Glasgow School of Art fire: fire damages Charles Rennie Mackintosh building - as it happened” 2020年3月13日閲覧。
112. ↑  “Glasgow School of Art fire caused by gases from foam canister, says report”. The Guardian (2014年11月26日). 2020年3月13日閲覧。
113. ↑  “Glasgow School of Art Will Be Rebuilt, But Construction Could Last Up to a Decade”. Smithsonian Magazine. 2020年3月13日閲覧。
114. ↑  “Mzuni library completely destroyed by fire”.  The Maravi Post (2015年12月18日). 2015年12月19日閲覧。
115. ↑  “COPING WITH THE FIRE DISASTER AT MZUZU UNIVERSITY: EXPERIENCES FROM LIBRARIANS AND STUDENTS”. Scecsal. 2020年3月14日閲覧。
116. ↑  Persens, Lizell (2021年4月18日). “Fire wreaks destruction on UCT” (英語). Eyewitness News. 2021年4月18日閲覧。
117. ↑  Tembo, Theolin (2021年4月18日). “Some of our valuable collections at Jagger Library have been lost in the fire, says UCT libraries head”. Independent Online (South Africa) 2021年4月18日閲覧。
118. ↑  Burning the Books by Richard Ovenden review – the libraries we have lost ; The Guardian; 31 August 2020; accessed 2020-09-02

### 引用文献
- Witt, Maria (December 31, 2007 2007 エラー: 日付を year と date に分けずに date にまとめて記入してください。（説明）). “The Strange Life of One of the Greatest European Libraries of the Eighteenth Century”. FYI France. 2021年3月1日時点のオリジナルよりアーカイブ。2022年5月9日閲覧。
- Chmielewski, Lech (2003年). “In the House under the Sign of the Kings”. Welcome to Warsaw. 2009年2月3日時点のオリジナルよりアーカイブ。2008年2月17日閲覧。

### 註釈
1. ↑  聖ヨハネ騎士団がロードス島をオスマン帝国により追われ、マルタ島に拠点を移してからナポレオンにより征服されるまでの時代のこと。
2. ↑  翰林院自体は唐中期に始まり元代、明代、清代で役所としての役割を担った。
3. ↑  そう呼ばれる機関は王朝の都によりほかにも長安、洛陽、南京にあった。
4. ↑  ポーランド国立図書館のSC（英語版）を所蔵。ザウスキ図書館、ワルシャワ大学図書館（ポーランド語版、英語版）、ワルシャワ市立図書館（ポーランド語版、英語版）の蔵書を含む。
5. ↑  ポーランド総督府
6. ↑  「オルディナツィア」はポーランド・リトアニアにおける世襲の所領である。「マグナート（欧州における大貴族）」の膨大な財産の基盤となった。
「ザモイスキ家」はザモイッチ出身のヤン・ザモイスキに端を発するのマグナートであり、中世以降長年にわたってポルスカの国政に影響を及ぼしてきた。
7. ↑  ポーランド・リトアニア共和国の史料を所蔵する一対の公文書館のひとつで、もうひとつはヴィリニュスにある。
8. ↑  テロの疑いは残っていた。